# Tscherwona Sloboda (Konotop)
Tscherwona Sloboda (ukrainisch Червона Слобода; russisch Червоная Слобода Tscherwonaja Sloboda) ist ein Dorf in der ukrainischen Oblast Sumy mit etwa 1400 Einwohnern (2001).

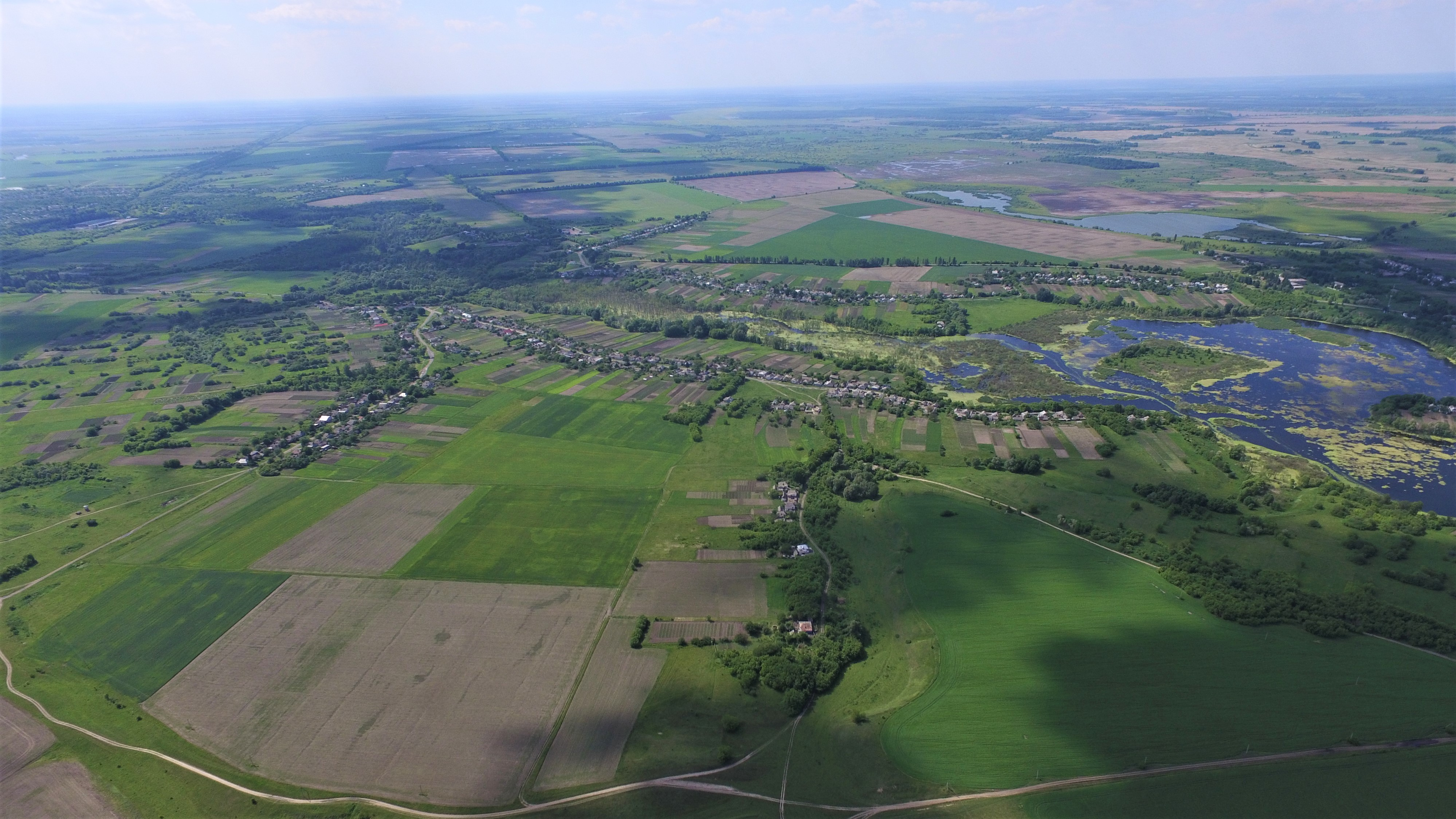

Das im 18. Jahrhundert gegründete Dorf liegt auf einer Höhe von 140 m an der Mündung der 31 km langen Tschascha (Чаша) in den Seim, 4,5 km nordöstlich vom ehemaligen Rajonzentrum Buryn und 83 km nordwestlich vom Oblastzentrum Sumy.
Durch das Dorf verläuft die T–19–10, die nach 2,5 in östlicher Richtung auf die Regionalstraße P–44 trifft.
Am 6. Juli 2017 wurde das Dorf ein Teil der neugegründeten Stadtgemeinde Buryn, bis dahin bildete es zusammen mit den Dörfern Dytsch (Дич) und Tschumakowe (Чумакове) die gleichnamige Landratsgemeinde Tscherwona Sloboda (Червонослобідська сільська рада/Tscherwonoslobidska silska rada) im Norden des Rajons Buryn.
Am 17. Juli 2020 kam es im Zuge einer großen Rajonsreform zum Anschluss des Rajonsgebietes an den Rajon Konotop.